# Goniopecten demonstrans
Goniopecten demonstrans är en sjöstjärneart som beskrevs av Perrier 1881. Goniopecten demonstrans ingår i släktet Goniopecten och familjen Goniopectinidae. Inga underarter finns listade i Catalogue of Life.